# ورزشگاه مرکزی طراز
ورزشگاه مرکزی طراز (به قزاقی: Taraz Central Stadium) یک ورزشگاه در قزاقستان است که در شهر طراز واقع شده‌است.